# Stepnói (Yeisk, Krasnodar)
Stepnói (del ruso: Садовый) es un posiólok del raión de Yeisk del krai de Krasnodar, en Rusia. Está situado en las tierras bajas de Kubán-Azov, en la península de Yeisk, 15 km al sureste de Yeisk y 178 km al noroeste de Krasnodar, la capital del krai. Tenía 1 736 habitantes en 2010.
Pertenece al municipio Aleksándrovskoye.